# ایستگاه دوگل
Map
ایستگاه دوگل،(دوگَلْ) روستایی از توابع بخش مرکزی شهرستان سوادکوه در استان مازندران ایران است.  بنای ایستگاه راه‌آهن دوگل مربوط به دوره پهلوی اول است و این اثر در تاریخ ۹ بهمن ۱۳۸۴ با شمارهٔ ثبت ۱۴۱۳۷ به‌عنوان یکی از آثار ملی ایران به ثبت رسیده‌است.

## جمعیت
این روستا در دهستان راستوپی قرار دارد و براساس سرشماری مرکز آمار ایران در سال ۱۳۸۵، جمعیت آن ۱۶ نفر (۷خانوار) بوده‌است.